# Taensa
Taensa (tudi Taënsas, Tensas, Tensaw in Grands Taensas v francoščini) so bili staroselsko pleme v Združenih državah Amerike, katerega naselbine so se ob evropskem stiku v poznem 17. stoletju nahajale v današnji župniji Tensas v Louisiani. Pomen imena, ki ima še dodatne različice črkovanja Taenso, Tinsas, Tenza ali Tinza, Tahensa ali Takensa in Tenisaw, ni znan. Verjame se, da gre za avtonim. Taensa se ne sme zamenjevati z Avoyel (ali Avoyelles), ki so jih Francozi poznali kot petits Taensas (angleško: Little Taensa), in so bili omenjeni v spisih raziskovalca Pierra Le Moyne d'Ibervilla leta 1699. Taensa so tesneje povezani z ljudstvom Natchez in oboji veljajo za potomce pozne prazgodovinske kulture Plaquemine.
Taensa so se zaradi sovražnosti Chickasaw in Yazoo plemen najprej preselili nižje ob reki Mississippi. Leta 1715, zaščiteni s strani Francozov, so se preselili na ozemlja blizu sedaj istoimenske reke Tensas blizu Mobile, Alabama. Ko so Francozi leta 1763, po porazu v sedemletni vojni prepustili Mobile in svoje drugo ozemlje vzhodno od reke Mississippi Britancem, so se Taensa in druga majhna plemena vrnila v Louisiano in se naselila blizu reke Red River. Leta 1805 jih je bilo okoli 100. Kasneje so se preselili južno do Bayou Boeuf in še kasneje do Grand Lake (Louisiana), "po čemer je ostanek izginil iz zgodovine."

## Zgodovina

### Prazgodovina
Taensa in tesno povezani Natchez so potomci pozne prazgodovinske kulture Plaquemine (1200–1700 n. št.). Kultura Plaquemine je bila različica Misisipijske kulture, osredotočena na dolino Spodnje reke Mississippi. Imeli so kompleksne politične in verske institucije ter živeli v velikih vaseh, osredotočenih na ceremonialne ploščadaste gomile. Bili so predvsem poljedelci, ki so gojili koruzo, buče, bučke, fižol in tobak. Imeli so dolgo zgodovino na tem območju, ki sega nazaj skozi zgodnejši kulturi Coles Creek (700–1200 n. št.) in Troyville (400–700 n. št.) do kulture Marksville (100 pr. n. št. do 400 n. št.), ki je bila sočasna s tradicijami Hopewell današnjega Ohia in Illinoisa.
V regiji porečja Tensas, kjer so bile najdene njihove vasi, je v neposredni bližini več ceremonialnih najdišč iz obdobja Coles Creek in Plaquemine s ploščadastimi gomilami, vključno z gomilami Balmoral iz obdobja Coles Creek (naseljene okoli 700 in 1200 n. št.) ter najdišči Routh Mounds (naseljene okoli 1200 do 1350 n. št.) in Flowery Mound (naseljene okoli 1200–1541) iz obdobja Plaquemine.
Po vpadu Hernanda de Sota se je v fazi Transilvansih  gomil (1550-1700 n. št.) v porečju Tensas povečal vpliv Misisipijske kulture, ki se je širil proti jugu iz Arkansasa in severozahodnega Misisipija. Najdišče Jordan Mounds na nekdanjem kanalu Arkansas River v severovzhodni Louisiani, v okrožju Morehouse Parish, je bilo zgrajeno v prazgodovinskem obdobju med 1540 in 1685. Graditelji so bili vsiljena skupina na tem območju, misisipijski ljudje, ki so bili verjetno begunci iz območja reke Mississippi na vzhodu in so bežali pred propadom svoje družbe, ki so ga povzročile posledice evropskega stika. Do poznih 1600-ih je bilo najdišče opuščeno.
Zgodovinarji in arheologi, kot je Marvin Jeter, so teoretizirali, da so bili predniki Plaquemine "severnih Natchezanov" Taensov delno nekateri ljudje, dokumentirani v zgodnjih 1540-ih s strani de Sotove odprave v jugovzhodnem Arkansasu in severozahodnem Misisipiju. Po katastrofalnem srečanju in kasnejšem padcu prebivalstva zaradi vnosa evropskih bolezni in političnih pretresov, ki jih je pustil de Soto, so se preostale populacije severnih Natchezanov preselile navzdol po Misisipiju k svojim južnim Natchezanskim bratrancem.

### Evropski stik
Prvi zanesljivo dokumentiran evropski stik s Taensi je bil leta 1682 z odpravo La Salle , raziskovalca francoskega porekla. Opisani so bili kot ljudstvo z vasjo ob jezeru St. Joseph, ozkem srpastem meandru, ki se nahaja zahodno od Mississippija, med rekama Yazoo in Saint Catherine Creek (blizu Newelltona v sodobni Tensas Parish). 22. marca 1682 je kaplan, ki je spremljal La Sallea, oče Zenobius, pridigal plemenu na tej lokaciji. La Salleov sodelavec Henri de Tonti je Taense ponovno obiskal leta 1686 in 1690. Šteli so približno 1.200 ljudi, razpršenih po sedmih ali osmih vaseh na zahodnem koncu jezera in še eni ob reki Tensas River blizu današnjega Claytona v Concordia Parish.
Leta 1698 so francoski katoliški misijonarji Antoine Davion in François de Montigny ter J. B. La Source (laik in morebitni služabnik duhovnikov) obiskali Taense; de Montigny je med njimi ustanovil kratkotrajno misijo. De Montigny je takrat zabeležil njihovo populacijo kot 700 ljudi. Leta 1699 je francoski raziskovalec Pierre Le Moyne d'Iberville zabeležil, da imajo Taense 300 bojevnikov in živijo v sedmih vaseh, imenovanih Taensas, Chaoucoula, Conchayon, Couthaougoula, Nyhougoula, Ohytoucoulas in Talaspa. Večina teh imen je v muskogeanskem pidžin jeziku "Mobilian Jargon" in ne v natchesanski taenski jezikovni skupini.
Med svojim bivanjem pri Taensah je de Montigny preprečil, da bi izvajali dejanja obrednega človeškega žrtvovanja kot del pogrebnih obredov za umrlega poglavarja. Zaradi tega so Taense kasneje krivili de Montignyja, ko je strela udarila v njihov tempelj iz pletenja in blata in ga požgala. Leta 1790 je odšel, da bi se pridružil Natchezom, in njegovo misijo pri Taensah je prevzel [ean-François Buisson de Saint-Cosme. Skupaj z drugimi domorodnimi ljudstvi spodnjega toka reke Mississippi, so Taensa bili v tem obdobju podvrženi napadom sužnjev in epidemijam evropskih bolezni, kot so črne koze. Ker se je prebivalstvo Taensa stalno zmanjševalo, si je de Saint-Cosme leta 1700 zaman prizadeval, da bi se pridružili veliko večjim Natchezom in združili obe misiji. De Saint-Cosme se je med Taensa in Natchezom naselil za manj kot eno leto, preden je odšel.

### Kasnejša zgodovina
V poznem 17. in zgodnjem 18. stoletju so francoski kolonisti na ameriškem jugovzhodu začeli boj za moč s tistimi, ki so živeli v koloniji Karolina. Trgovci iz Karoline so vzpostavili veliko trgovsko mrežo med avtohtonimi prebivalci ameriškega jugovzhoda in do leta 1700 se je raztezala zahodno vse do reke Mississippi. Pleme Chickasaw, ki je živelo severno od Taensa, so pogosto obiskovali karolinski trgovci, kar jim je omogočilo dostop do vira strelnega orožja in alkohola. Ena izmed najbolj donosnih trgovin s karolinskimi trgovci je vključevala trgovanje z indijanskimi sužnji. Desetletja so Chickasaw izvajali napade sužnjev po širokem območju ameriškega jugovzhoda, pogosto so se jim pridružili zavezniški Natchez in pleme  Yazoo bojevniki. Te napadalne skupine so se premikale na velike razdalje, da bi ujele sužnje iz sovražnih plemen, kot so Taensa. Leta 1706 so Taensa, v strahu pred napadom s strani združenih sil Chickasaw in Yazoo napadalcev, zapustili svojo vas ob jezeru St. Joseph. Odpravili so se na jug, da bi poiskali zatočišče pri Bayogoula v njihovi vasi na zahodnem bregu Mississippija, približno 25 mi (40 km) južno od današnjega Baton Rouge, Louisiana. Kmalu so se razvili konflikti in Taensa so napadli in skoraj iztrebili ljudstvo Bayogoula ter požgali njihovo vas – dejanje, ki so ga kasnejši zgodovinarji opisali kot izdajalsko.
Čeprav so bili njihovi začetni odnosi z Evropejci prijateljski, je rivalstvo evropskih sil obremenjevalo domorodno prebivalstvo po vsej regiji. Taensa so se končno preselili leta 1715 pod zaščito Francozov, na ozemlja blizu sodobnega Mobile, Alabama na vzhodnem rokavu reke Mobile severno od zaliva Mobile, ki je bil kasneje poimenovan po njih kot reka Tensaw. Leta 1763 so Francozi prepustili vzhodno polovico Francoske Louisiane Britancem po svojem porazu v sedemletni vojni. (…), dogovorjeno je, da … meje med posestmi Njegovega britanskega veličanstva in posestmi Njegovega najkrščanskejšega veličanstva v tistem delu sveta, bodo nepreklicno določene z linijo, potegnjeno vzdolž sredine reke Mississippi, od njenega izvira do reke Iberville, in od tod z linijo, potegnjeno vzdolž sredine te reke ter jezer Maurepas in Pontchartrain do morja; in v ta namen, Najkrščanskejši kralj v celoti prepušča in jamči Njegovemu britanskemu veličanstvu reko in pristanišče Mobile ter vse, kar poseduje ali bi moral posedovati na levi strani reke Mississippi, razen mesta New Orleans in otoka, na katerem se nahaja, ki bosta ostala Franciji, (…)— Člen VII Pariškega sporazuma (1763) na Wikisource. Taensa so se skupaj z Apalachee in Pakana ponovno preselili, tokrat zahodno od Mississippija na francosko ozemlje ob Rdeči reki. Tam so se sčasoma združili s Chitimacha. Po besedah zgodovinarja Jamesa Mooneyja jih je bilo leta 1805 približno 100 oseb.
V začetku devetnajstega stoletja so Taensa zaprosili španske kolonialne oblasti za zemljo, na kateri bi se naselili v jugovzhodnem španskem Teksasu; dobili so dovoljenje za naselitev zemlje med rekama Trinity in Sabine, vendar se na koncu niso preselili. To je bil zadnji pojav plemena v zgodovinskih zapisih. Kasneje so se preselili južno do Bayou Boeuf in še kasneje do Grand Lake, "po čemer je ostanek izginil iz zgodovine."

## Kultura
Risba "Natchez Veliki Sonce, ki ga nosijo v nosilih", avtorja du Pratza.
Taensa so bili ljudje Natchezan, ki so se ločili od glavnega dela Natchezov nekje pred evropskim stikom z regijo Spodnje reke Mississippi. Kot taki so bili njihovi jeziki, politične, verske in materialne kulture zelo podobne Natchezom. Ko so prvič vstopili v zgodovinske zapise, so bili najdeni severozahodno od Natchezov in na zahodnem bregu Mississippija, v nasprotju z njegovim vzhodnim bregom.
Kot nekateri drugi prebivalci območja, kot so Natchez, Tunica in Houma, je bila družba Taensa matrilinearna. Družba Taensa je bila tudi zelo hierarhična in je kazala izrazite razlike v razredih med navadnimi ljudmi in elitami, kar so značilnosti preprostega poglavarstva. Poglavarji so imeli absolutno moč in so bili obravnavani z velikim spoštovanjem; za razliko od bolj egalitarnih običajev med severnimi plemeni, na katere so bili zgodnji kronisti navajeni. Primer tega spoštovanja je bil zabeležen med slovesnim obiskom poglavarja pri raziskovalcu La Sallu, ko so spremljevalci prišli nekaj ur pred poglavarjem in z rokami pometli cesto. 

### Keramika
Začetek faze Transilvanije (1550-1700 n. št.)]] v regiji porečja Tensas je zaznamovalo naraščajoče širjenje vplivov Mississippija, ki so se širili proti jugu iz današnjega jugovzhodnega Arkansasa. To je najbolj prepoznavno v keramičnih tradicijah. Ljudje Mississippija iz osrednje doline Mississippija so uporabljali različne oblike posod, sredstva za kaljenje in okraske kot ljudje Plaquemine iz spodnje doline Mississippija. Do poznega 17. stoletja so te spremembe v keramični tehnologiji dosegle Taenso v spodnjem porečju Tensas.  Lončenina Taense je bila izdelana z značilnimi oblikami [Misisipijska_kultura#Kulturni_in_tehnološki_dosežki|lončenine kulture Mississippija]] in je uporabljala značilnost Mississippija, zdrobljeno lupino školjke kot sredstvo za kaljenje, vendar je bila še vedno gravirana z okrasnimi vzorci, značilnimi za območje Plaquemine. Lončenina z najdišč Natchez v bližnjem zahodnem Mississippiju je še vedno uporabljala tradicionalno  kaljenje s šamotom in okrasne vzorce Plaquemine. Na tej podlagi se Taensa šteje za zadnjo kulturno skupino Mississippija, ki je naseljevala dolino reke Tensas v Louisiani. 

### Arhitektura
Taensa so bili satlno naseljeni kmetovalci v nasprotju z lovci-nabiralci in so živeli v stalnih vaseh z zgradbami iz šibja in blata. Te strukture so bile dolge do 30 ft (9,1 m) in visoke do 20 ft (6,1 m) ter izdelane iz hlodov, ometanih z glino, s strehami iz tkane razcepljene trstike.  Njihova vas na jezeru St. Joseph je opisana kot da ustreza istemu razpršenemu vzorcu zaselka Natchez. Raztezala se je 3 mi (4,8 km) na zahodni obali jezera, s soseskami, prepletenimi s polji in gozdom. Glavno območje je imelo leseno palisado, znotraj katere je bila poglavarjeva rezidenca, tempelj in osem drugih struktur. Kot drugi domorodci v jugovzhodu je imela tudi odprt trg za javne obrede in funkcije, kot sta "Ceremonija zelene koruze" in igre, kot sta chunkey in igra z žogo. 
Ta vzorec trgov, obdanih z gomilami s templji, elitnimi rezidencami in mrliškimi strukturami na njihovih vrhovih, so podedovali od svojih prednikov Plaquemine in Coles Creek in je bil razporeditev vasi, ki se je široko uporabljala po jugovzhodu. Najdišča Balmoral Mounds iz obdobja Coles Creek in Routh Mounds iz zgodnjega obdobja Plaquemine (naseljena ok. 1200 do 1350 n. št.), ki imajo enako postavitev, se nahajajo tudi na zahodnem bregu jezera St. Joseph blizu kraja, kjer so Taensa živeli v 17. stoletju.

#### Poglavarjeva rezidenca
Tempelj in poglavarjeva rezidenca sta stala na nasprotnih straneh trga. Poglavarjeva koča je bila kvadratna stavba, ki je merila 40 ft (12 m) na vsaki strani, z glinenimi ometanimi stenami, visokimi 10 ft (3,0 m) in debelimi 2 ft (0,61 m). Pokrita je bila s streho, visoko 15 ft (4,6 m), ki je bila prekrita s trstičnimi preprogami, tako tesno prepletenimi, da so bile menda vodoodporne. Veliki tempelj je bil podobnega videza, vendar je imel na vrhu tri izrezljane orlove podobe. Znotraj so stene krasile obdelane bakrene plošče in slike. V sredini je gorel ogenj iz trstike, ob stenah pa so bile nizke postelje, podobne kavčem. Poglavar je sedel na eni, ki je služila kot prestol, kjer je imel dvor, obkrožen s svojimi ženami, služabniki in svetovalci, ki so bili vsi oblečeni v bela oblačila, tkanimi iz murvinega lubja. Med svetovalci so bili tudi manjši poglavarji, starešine in svetniki, ki so nadzorovali druge vasi.

#### Veliki tempelj
Tempelj Taensa se primerja s podobnimi opisi, ki jih je umetnik Alexandre de Batz zabeležil o glavnem templju v takratni "Grand Village of the Natchez". Kot tempelj Natchez je bil tudi ta postavljen na nizki platform mound ob trgu., vendar je bil za razliko od templja Natchez obdan z palisade iz nabrušenih kolov, okrašenih s človeškimi lobanjami, vzetimi med vojnami z njihovimi sovražniki. Znotraj palisade je bila velika kupola-oblikovana struktura z obsegom več kot 100 ft (30 m). Na vrhu strehe so bile tri rdeče, rumene in bele poslikane lesene orlove podobe. Ptičje rezbarije so bile obrnjene proti vzhodu, proti vzhajajočemu soncu. Tkane trstične preproge so pokrivale zunanje stene in streho strukture, tempelj pa je bil pobarvan rdeče. V majhni lopi, ki je stala blizu vrat, je živel varuh.
Kronisti opisujejo notranjost templja, ki je imel police z ovalnimi košarami iz razcepljenega trsa, ki so bile lepo tkane in poslikane. V notranjosti so bile pokopane kosti njihovih poglavarjev in drugih spoštovanih mrtvih, človeške in živalske oblike izklesane v kamnu, lesu in oblikovane kot keramične figurice, nagačene sove, čeljusti velikih rib, "glave in repi izrednih kač", kosi kremenčevega kristala in nekateri evropski stekleni predmeti. Tam je bil tudi oltar, okrašen z vrvjo iz človeških skalpov. Slovesni večni ogenj, ki je predstavljal Sonce, je gorel v zgradbi z uporabo treh velikih hlodov hikorija, ki so bili ohranjeni pri nizkem gorenju in so jih le počasi potiskali v ogenj. Skrbela sta zanj in ga varovala dva duhovnika in drugi spremljevalci, ki so imeli dolžnost, da se nikoli ne ugasne. Razen ožjih sorodnikov poglavarja je bilo vsem ženskam in navadnim ljudem prepovedano vstopiti v tempelj. Pogosto so v tempelj prinašali daritve hrane za svoje bogove in spoštovane mrtve.

### Religija
Versko življenje Taensov se je vrtelo okoli čaščenja sonca, ki ga je predstavljal sveti ogenj, ki je nenehno gorel v njihovem templju. Njihov elitni razred dedne kraljevine je bil znan kot sonca in tako kot Natchezi so verjeli, da njihov poglavar, čigar uradno ime je bilo Yak-stalchil (Veliko Sonce), po materini strani izvira iz sonca prek svoje matere "Grande Soleille" (francosko za "žensko Veliko Sonce"). Njihova mitologija je trdila, da sta v daljni preteklosti k njim prišla moški in ženska, ki sta sijala kot sonce, da bi bila njihova vladarja. Nato sta se spremenila v kamen. Kamnite skulpture, ki ustrezajo temu opisu, so zgodnji opazovalci zabeležili kot čaščene kot prvotni par v templju. Vladarji Taensov so trdili, da izvirajo iz tega mitološkega para, s čimer je bil njihov družbeni red dejansko sončna teokracija. Najstarejša hči ženske Velikega Sonca je podedovala položaj svoje matere. Njen najstarejši sin je podedoval položaj in ime Yak-stalchil. Njen drugi najstarejši sin je podedoval položaj vojnega poglavarja skupaj z imenom in nazivom Obalalkabiche (Tetovirana kača).
Podobni kamniti tempeljski kipi Misisipijske kulture, kot so opisani, so bili najdeni v severni Georgiji, v dolini reke Tennessee River okoli Nashville, Tennessee in naprej v zahodnem Tennesseeju in Kentuckyju, ter južni Indiani in Illinoisu. Primeri tega sloga so znani tudi iz lesenih in keramičnih različic. In čeprav ni neposredne vodne poti, ki bi povezovala regijo Tennessee-Cumberland, kjer so ti kipi najpogostejši, je bilo območje Natchez Bluffs v starih časih povezano z Nashville Basin preko "Natchez Trace (poti)", pred-evropske domorodne trgovske poti. Na arheoloških najdiščih Taensa niso našli nobenih kamnitih kipov, vendar sta bila dva primera najdena v "Grand Village of the Natchez". Prvi je bil odkrit leta 1820, drugi pa med izkopavanji v gomili C leta 1930.

#### Pogrebne tradicije
Ob smrti visokih posameznikov so Taense izvajali ritualno človeško žrtvovanje služabnikov, da bi jih spremljali kot služabnike v posmrtnem življenju. Zgodnji kronist, Henri de Tonti, je zapisal, da so ob smrti njihovega Velikega poglavarja "žrtvovali njegovo najmlajšo ženo, njegovega hišnega oskrbnika in sto moških, da bi ga spremljali v drugem svetu." To visoko število naj bi bilo pretirano v primerjavi z drugimi znanimi žrtvovanji pri podobnih ritualih med Natchezi, ki so jih zabeležili drugi opazovalci.
Francoski misijonar François de Montigny je poročal, da je bilo po smrti poglavarja ubitih dvanajst žrtev, da bi ga spremljale. Žrtvovali so jih tako, da so jim razbili glave in bilo bi še več žrtev brez francoskega posredovanja. Med svojimi spreobrnitvami in krsti je de Montigny Taense prosil, naj prenehajo s to prakso. Nekaj mesecev kasneje spomladi 1700 je tempelj Taensa zadela strela. Taenski duhovnik je takoj okrivil francoskega duhovnika za njegovo uničenje, ker jih je prepričal, naj prekinejo svoje predniške običaje. Po opominjanju domorodnega duhovnika je pet žensk vrglo svoje otroke v plamene gorečega templja kot žrtve. Velika čast je bila povezana s takšno žrtvijo in ženske so bile zelo cenjene. Po žrtvovanju so bile oblečene v posebna bela oblačila iz murvinega lubja, običajno rezervirana za plemstvo in so imele belo pero na glavi. Nato so bile v procesiji vodene do poglavarjeve hiše, ki je bila v procesu preoblikovanja v nov tempelj. Ljudje so jim dajali darila in osem dni so potekale slovesnosti v njihovo čast.
Taenske pogrebne tradicije za elite so bile najprej pokopati pokojnika, kasneje pa izkopati in sežgati truplo. Nato so zbrane okostenele kosti zvezali v snop in jih položili v košaro iz razcepljenega bambusa, ki je nato prebivala v templju, ki je služil tudi kot mrliška vežica.

## Jezik
Zgodnji kronisti de Montigny, Saint-Cosme in Antoine-Simon Le Page du Pratz so opisali jezik Taensa kot skoraj identičen jeziku Natchez; misijonarji so se učili slednjega jezika v svojih prizadevanjih, da bi Natcheze in Taense spreobrnili v krščanstvo.
Jezikoslovci menijo, da je jezikovna družina Natchesan jezikovni izolat. Najbolj znana povezava, predlagana med jeziki Natchezan in drugimi jeziki, je hipoteza Mary Haas o zalivskih jezikih, v kateri je zasnovala makrodružino, ki obsega muskogeanske in številne jezikovne izolate jugovzhodnih ZDA: Atakapa, Chitimacha, Natchez/Taensa in Tunica. To hipotezo zdaj zgodovinski jezikoslovci na splošno zavračajo; vendar številni muskogeanski učenjaki še naprej verjamejo, da je muskogeanski jezik povezan z Natchezom.
Pomen imena Taensa ni znan, čeprav antropologi in jezikoslovci verjamejo, da gre za avtonim. Chitimacha, skupina, s katero so se sčasoma združili, so jih imenovali z eksonimom Chō´sha.

### Potegavščina z jezikom Taensa
Med letoma 1880 in 1882 je mladi študent teologije v Parizu po imenu Jean Parisot objavil domnevno "gradivo jezika Taensa, vključno z dokumenti, pesmimi, slovnico in besediščem"; to je vzbudilo precejšnje zanimanje med filologi. Dolga leta je obstajal dvom o tem gradivu; znani ameriški antropolog in jezikoslovec John R. Swanton je v seriji publikacij med letoma 1908 in 1910 dokončno dokazal, da je delo potegavščina.

## Nadlajnje branje
- Galloway, Patricia; Jackson, Jason Baird (2004). »Natchez and neighboring groups«.  V Fogelson, R. D. (vol. ed.); Sturtevant, W. C. (ser. ed.) (ur.). Handbook of North American Indians: Southeast. Zv. 14. Washington, DC: Smithsonian Institution. str. 598–615. ISBN 978-0160723001. Pridobljeno 7. marca 2017.
- Goddard, Ives (2005). »The Indigenous Languages of the Southeast«. Anthropological Linguistics. 47 (1): 1–60. JSTOR 25132315.
- Le Page Du Pratz (1758). Histoire de la Louisane. Zv. 3 vols. Paris; transl. London, 1763, 1774.{{navedi knjigo}}:  Vzdrževanje CS1: lokacija (povezava)
- Jackson, Jason Baird; Fogelson, Raymond D; Sturtevant, William C. (2004). »History of Ethnological and Linguistic Research«.  V Fogelson, R. D. (vol. ed.); Sturtevant, W. C. (ser. ed.) (ur.). Handbook of North American Indians: Southeast. Zv. 14. Washington, DC: Smithsonian Institution. str. 31–47. ISBN 978-0160723001. Pridobljeno 7. marca 2017.
- Johnson, M.; Hook, R. (1992). The Native Tribes of North America. Compendium Publishing. ISBN 978-1872004037.
- Margry (1886) [1879]. Découvertes et établissements des Francais. Zv. 6 vols. Paris.
- Shea, John Gilmary (1854). History of the Catholic Missions among the Indian Tribes of the United States, 1529–1854. New York, NY: T. W. Strong/Edward Dunigan & Brother. Pridobljeno 7. marca 2017.[navedi št.strani]
- Swanton, John R. (1911). Indian Tribes of the Lower Mississippi Valley and Adjacent Coast of the Gulf of Mexico. Washington D.C.: Smithsonian Institution, Bureau of American Ethnology. ISBN 978-1332017836.
- Williams, Stephen (1967). »On the Location of the Historic Taensa Villages«. Conference on the Historic Site Archaeology Papers. Zv. 1.